# (1281) Jeanne
(1281) Jeanne es un asteroide que forma parte del cinturón de asteroides y fue descubierto por Sylvain Julien Victor Arend el 25 de agosto de 1933 desde el Real Observatorio de Bélgica, Uccle.

## Designación y nombre
Jeanne se designó inicialmente como 1933 QJ.
Más tarde fue nombrado así en honor de una hija del descubridor.

## Características orbitales
Jeanne está situado a una distancia media del Sol de 2,556 ua, pudiendo alejarse hasta 3,089 ua. Tiene una excentricidad de 0,2082 y una inclinación orbital de 7,446°. Emplea 1493 días en completar una órbita alrededor del Sol.